# Gießener Senioren-Convent
Der Gießener Senioren-Convent (Gießener SC) ist der Senioren-Convent der Kösener Corps an der Justus-Liebig-Universität Gießen. Mit seiner über 200-jährigen Tradition ist er die älteste studentische Institution an der vormaligen Hessischen Ludwigs-Universität.

## Geschichte

### Anfänge des SC
Der Gießener Senioren-Convent entstand als lokaler Zusammenschluss der konstituierten Landsmannschaften, die sich zu Beginn des 19. Jahrhunderts von den in Gießen stark vertretenen Studentenorden (Constantisten, Harmonisten) emanzipierten und die Führung der Studentenschaft übernahmen. Als früheste Vertreter sind aus dem Jahr 1804 die Landsmannschaften Franconia und Rhenania belegt, die 1806 den ältesten Gießener Burschencomment (SC-Comment) vereinbarten. Im August 1807 vereinbarte der Gießener Senioren-Convent mit dem zu Marburg die gegenseitige Anerkennung der Verrufsstrafen "wegen Perierens von Landsmannschaften beider Hochschulen".
1809 wurde der Gießener SC um Guestphalia erweitert. Im Gefolge der Befreiungskriege lösten sich alle drei Landsmannschaften Ende 1814 auf. Ein Neubeginn ist bereits Anfang 1815 mit der Gründung der Hassia zu verzeichnen. Ab August des Jahres ist auch eine Nassovia nachgewiesen, die bald wieder einging. Als Fortführung des Constantistenordens bestand eine Constantia, die sich den landsmannschaftlich ausgerichteten Verbindungen annäherte. Letztere nahmen die 1810 im Heidelberger Senioren-Convent aufgekommene Bezeichnung „Corps“ an.
Als Gegenbewegung gegen den Senioren-Convent der Corps bildete sich unter dem Einfluss der nationalen Begeisterung der Befreiungskriege die Teutsche Lesegesellschaft zur Erreichung vaterländisch-wissenschaftlicher Zwecke (Teutonia) unter Adolf Ludwig Follen. Aus ihr gingen der Bund der Schwarzen und schließlich die Gießener Burschenschaft hervor. Zwischen den Corps und den Gießener „Schwarzen“ kam es zu schweren Konflikten, weil beide für sich in Anspruch nahmen, die gesamte Studentenschaft zu repräsentieren. Der 20. Januar 1817 seitens Hassia und Constantia über die Schwarzen ausgesprochene Verruf führte zu massiven behördlichen Untersuchungen gegen beide Parteien. Zu einer Annäherung kam es nach dem Wartburgfest, an dem auch der Hesse App teilnahm. Im August 1819 organisierten beide nach Streit mit einem Militärangehörigen den gemeinsamen Auszug der Studentenschaft auf die Burg Gleiberg und nach Gladenbach. Die Durchführung der Karlsbader Beschlüsse und die Einsetzung der Zentral-Untersuchungs-Kommission in Mainz brachten zu Beginn des Wintersemesters 1819/20 vorübergehend das gesamte Verbindungswesen in Gießen zum Erliegen; Hassia wurde aber bereits Anfang 1820 rekonstituiert. Am 30. Mai 1820 folgte eine Franconia, die nur etwa ein Jahr lang existierte. Als Gegner traten die Burschenschaft Germania und die ebenfalls ins burschenschaftliche Lager gewechselte Constantia auf. Sie vereinigten sich 1821 zu einer einzigen Burschenschaft, die bis 1834, zeitweilig unter dem Namen Waffenverbindung, bestand.
Im Corpslager folgten im August 1822 wieder eine Rhenania, im Winter 1822/23 eine Franconia, die sich später Franco-Guestphalia bzw. Guestphalia nannte. Hassia, Rhenania und Franconia garantierten 1824 einen neuen SC-Comment, der 1825 von Rhenania und der neugegründeten Franco-Guestphalia bestätigt wurde. Er unterscheidet explizit zwischen den konstitutionell-monarchischen Corps und  der „rein republikanischen“ Burschenschaft und bekennt sich zum landsmannschaftlichen Grundsatz des Corpsstudententums. Die Annahme von Ordens- und Kränzchenbezeichnungen wie Amicitia, Arminia und Constantia wurde ausgeschlossen.
Vom 28. Juni bis 1. Juli 1826 fand der zweite Auszug auf den Gleiberg statt. Grund soll gewesen sein, dass das Universitätsgericht damals auch die Unparteiischen bei den Mensuren mit Strafen belegen wollte. Noch Ende des Sommersemesters 1826 wurde der Senioren-Convent um zwei Neugründungen vermehrt: die durch frühere Mitglieder der Waffenverbindung gegründete Vandalia (20. August 1826) und eine Starkenburgia (26. August 1826). Vandalia ging Anfang des Wintersemesters 1826/27 bereits wieder ein, bald danach auch Rhenania.
Der übrige SC musste sich im Juni 1828 nach schweren Zusammenstößen mit der Burschenschaft und erneuten Verfolgungen durch die akademischen Behörden, in deren Verlauf acht Hessen und acht Starkenburger relegiert wurden, vorübergehend auflösen. Die Neukonstitution erfolgte Ende August 1828 durch Hassia, Rhenania und Starkenburgia. Vom 1. August 1829 bis Frühjahr 1831 bestand auch eine Nassovia, 1831/32 eine Vandalia. Bei letzterer ist allerdings unsicher, ob sie vom SC anerkannt worden ist. Möglicherweise ist sie dem burschenschaftlichen Lager zuzurechnen.

### Demagogenverfolgung und Progress
Die staatliche Verfolgung verschärfte sich nach 1830 und zwang Starkenburgia zu Beginn des Wintersemesters 1831/32 zur Suspension. Damit bestanden 1832 nur noch die Corps Hassia und Rhenania. Zu ihnen trat die am 18. Juli 1832 von ausgetretenen Burschenschaftern gegründete Teutonia, die auf Veranlassung des Rektors den allgemeinen Namen Teutonia ablegte und sich ab Juli 1833 Starkenburgia nannte, ihre Farben aber beibehielt.
Aus Resten der Burschenschaft, die sich nach dem gescheiterten Frankfurter Wachensturm 1833 auflöste, konstituierte sich außerdem das Corps Palatia Gießen, das am 31. Mai 1833 in den SC aufgenommen wurde. Der SC bestand demnach im Sommer 1833 aus den Corps Hassia, Rhenania, Starkenburgia und Palatia. Die Gegensätze zwischen den altlandsmannschaftlichen Corps Hassia und Rhenania und den burschenschaftlich orientierten Starkenburgia und Palatia traten bald deutlich hervor. Vor allem Palatia hatte eine stark burschenschaftliche Tendenz und gerierte sich ausgesprochen politisch. Der Pfälzer Carl Vogt bezeichnete sie als eine burschenschaftliche Tarnverbindung. Als der Konflikt im Februar 1834 eskalierte, versagten Hassia und Rhenania den beiden anderen die weitere Anerkennung. Öffentliche Krawalle führten zu neuen behördlichen Untersuchungen unter dem neuen Universitätskanzler Justin Linde. Palatia, die in die laufenden Untersuchungen gegen die Burschenschaft einbezogen wurde, musste sich auflösen. Kurz darauf folgte ihr Starkenburgia.
Nach Erlass einer neuen Disziplinarordnung für die Universität im Sommer 1835 lösten sich auch die beiden noch bestehenden Corps förmlich auf, bestanden aber wohl im Geheimen fort. Am 22. Oktober 1836 erging ein Urteil des Universitätsgerichts wegen des Versuchs, eine Hassia neu zu gründen. Am 9. Dezember 1836 wurden die Untersuchung gegen Palatia und die Burschenschaft durch Urteil des Universitätsgerichts beendet. Die damit verbundenen Relegationen bedeuteten das vorläufige Ende des Corpslebens in Gießen.

### Neugründung
Eine Konsolidierung setzte erst 1838 ein. Im Wintersemester 1838/39 bestand bereits wieder eine Kneipgesellschaft von Starkenburgern, die aber nicht geschlossen nach außen auftraten und keine Verfassung im Sinne der früheren Corps annahmen. Auch eine zwanglose Vereinigung von Rheinländern soll bestanden haben. Von den Starkenburgern sonderte sich unter der Führung des Juristen Heinrich Stüber eine kleinere Gruppe ab und stiftete am 1. Juni 1839 das Corps Teutonia Gießen, das die Farben und die Verfassung des früheren Corps Palatia annahm und sich damit als erstes Corps neu konstituierte. Anlass für die Sezession waren Differenzen mit dem Starkenburger August Metz, die auch zu mehreren Duellen zwischen Metz und Stüber führten.
Teutonia gilt deshalb in der Anciennität bis heute als ältestes Corps des Gießener SC. Schon zwei Tage später allerdings tat sich unter der Führung von Wolrad Kreusler auch Hassia wieder als Corps auf. Auch sie setzte sich überwiegend aus ehemaligen Angehörigen der losen Vereinigung von Starkenburgern zusammen. Gegen sie und gegen Hassia wurden Mitte Juli 1839 wieder Untersuchungen des Universitätsrichters Trygophorus eingeleitet. Relegationen, Konsilierungen und Karzerstrafen waren die Folge. Als Gerüchte über eine Erkrankung des im Karzer inhaftierten Starkenburgers Matthes die Runde machten, beschloss eine Studentenversammlung im Ebelschen Kaffeehaus am 25. Juni 1839 die gewaltsame Befreiung der Inhaftierten. Eine weitere Studentenversammlung auf dem Trieb am folgenden Morgen entsandte eine Deputation an das Ministerium. Als Trygophorus Cheveauxlegers (leichte Kavallerie) aus Butzbach kommen ließ, wurde ein Auszug auf den Gleiberg beschlossen, der sich bis Anfang August hinzog. Durch Vermittlung des Rektors Karl August Credner wurde der Frieden wiederhergestellt.
Die Hassia von 1839 löste sich nach dem Karzersturm wieder auf. Da die Starkenburger ihre Kneipgesellschaft noch nicht wieder in ein Corps umgewandelt hatten, bestand somit nur noch das Corps Teutonia. Ihr stellte das Universitätsgericht 1840 die Zulassung von Verbindungen nach bayerischem Vorbild in Aussicht. Darauf konstituierten sich am 3. August Rhenania, am 7. August Starkenburgia und am 9. August Hassia als Corps neu. Seither bestand wieder ein förmlicher Senioren-Convent aus vier Corps. Im Juli 1848 vertrat der Starkenburger Georg Ludwig den Gießener SC auf der Delegiertenversammlung der Senioren-Convente in Jena.

### Der SC in der Kaiserzeit
Die Jahre nach dem Deutsch-Französischen Krieg gelten als Blütezeit des Corpsstudententums. Die Corps verloren zwar durch steigende Gesamtstudentenzahlen, das Aufkommen alternativer Korporationsformen und die Emanzipation der Freistudentenschaft an Einfluss auf die Studentenschaft, konnten aber durch die enge Verknüpfung mit den gesellschaftlichen Eliten, insbesondere der höheren Beamtenschaft, eine repräsentative Vorrangstellung wahren und ihre gesellschaftliche Position ausbauen. Das galt in besonderem Maße für Gießen als Landesuniversität, das die wichtigste Ausbildungsstätte für die Beamtenlaufbahn im Großherzogtum Hessen bildete.
Den Gießener Corps gehörten unter anderem die Staatsminister Freiherr von Dalwigk (Hassia), Rinck Freiherr von Starck (Teutonia) und Julius Finger (Rhenania) an, die Minister Friedrich von Bechtold (Hassia), Wilhelm Küchler (Teutonia), Abgeordnete wie August Metz (Starkenburgia) und Wilhelm Haas (Teutonia) sowie aus dem Preußischen Herrenhaus Fürst Friedrich Wilhelm zu Ysenburg und Büdingen (Teutonia). Hinzu kamen Vertreter der Darmstädter Ministerialbürokratie wie Karl von Neidhardt (Teutonia), Gustav Krug von Nidda (Teutonia) oder Ferdinand Emmerling (Teutonia). Auch die Spitzen der Provinzialverwaltungen und die Kreisräte waren häufig Alte Herren der Gießener Corps.
Im Gegensatz zum Heidelberger und zum Bonner Senioren-Convent, die auch im Verband eine führende Rolle übernahmen, blieb der Gießener SC vergleichsweise provinziell und entfaltete nur eine geringe Wirksamkeit über die eigene Hochschule hinaus.

### Weimarer Republik und Zeit des Nationalsozialismus
Das Fronterlebnis, die wirtschaftlichen und gesellschaftlichen Umbrüche, die zunehmende Politisierung breiter Bevölkerungsschichten und insbesondere die Radikalisierung der Arbeiterschaft, der die als Relikt des alten Reiches verfemten Corps verhasst waren, prägten die Zwischenkriegszeit. Vor allem die Jahre 1919 bis 1924 brachten die Corps zunehmend in ein rechtskonservatives Fahrwasser. In den Jahren 1920/23 nahmen einzelne Aktive und Inaktive als Freikorpskämpfer oder Mitglieder der Schwarzen Reichswehr am Kapp-Putsch, am Küstriner Putsch und am Hitlerputsch teil. Kontakte bestanden auch zur örtlichen Gruppe der Organisation Consul. Ab 1925 trat mit der zunehmenden Entpolitisierung der Studentenschaft eine allgemeine Beruhigung der Lage ein. Bis 1927 hatte sich der SC weitgehend aus der Mitarbeit in der örtlichen Studentenschaft zurückgezogen.
1933 führten die drei Corps den Vorgaben des Kösener Senioren-Convents-Verband (KSCV) folgend das Führerprinzip ein. 1934 beschloss der Gießener SC den Beitritt seiner Mitglieder zu einem der drei Wehrverbände (Stahlhelm, Bund der Frontsoldaten, SA, SS). Im Oktober 1935 wurden bei allen Corps der aktive Betrieb suspendiert. Der durch den damaligen Vorsitzenden des Vereins Alter Gießener Teutonen Otto Gennes forcierte späte Versuch, eine gemeinsame SC-Kameradschaft zu formieren (Kameradschaft VIII „Hilrich van Geöns“), hatte wegen des Kriegsausbruchs keinen nachhaltigen Erfolg mehr.

### Nachkriegszeit
Mit der Auflösung der Ludoviciana 1946 und der Reduzierung des Hochschulstandorts Gießen auf den Bereich Agrarwissenschaft und Veterinärmedizin bestand zunächst keine Aussicht auf Wiederbelebung des Corpslebens in der überlieferten Form. Hassia und Teutonia rekonstituierten 1950 an der neugegründeten Universität Mainz. Einzig Starkenburgia beließ den Sitz in Gießen und eröffnete den aktiven Betrieb parallel dazu an der Philipps-Universität Marburg. Angesichts des bevorstehenden Ausbaus der Gießener Justus-Liebig-Hochschule zur Volluniversität kehrte Teutonia 1953 nach Gießen zurück und erwarb das frühere Corpshaus der Hassia. Gemeinsam mit Starkenburgia bildete sie wieder den Senioren-Convent. Im April 1961 übersiedelte das Corps Normannia-Halle, das 1951 zunächst in Erlangen eine neue Heimat gefunden hatte, nach Gießen. Seither besteht der Senioren-Convent wieder aus drei Corps. Hassia blieb in Mainz.
1967, 1993 und zuletzt 2019 übernahm der Gießener SC die Vorortgeschäfte des KSCV.

## SC-Lokale und Pauklokale

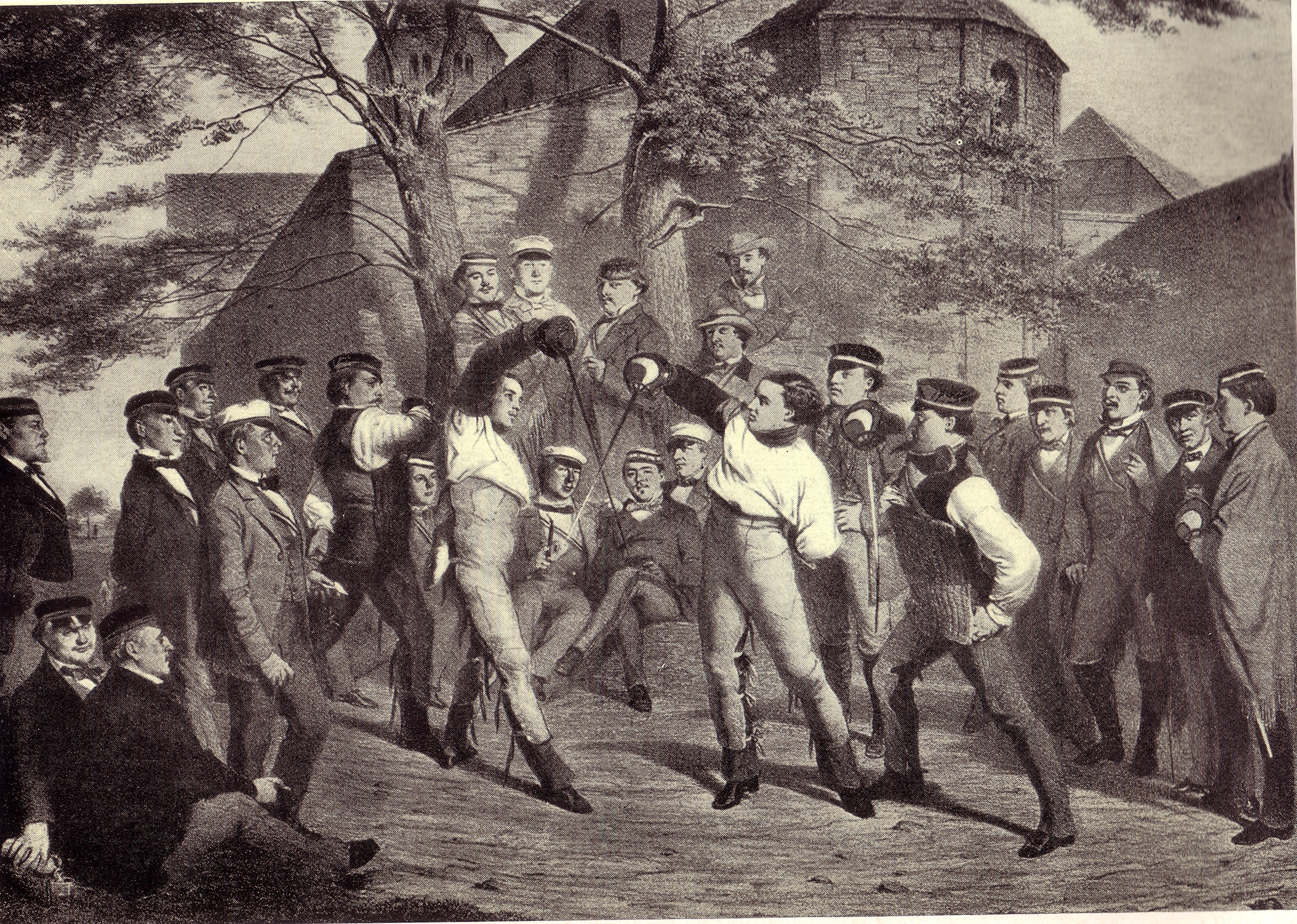
Mensur auf dem Schiffenberg zwischen den Corps Teutonia und Starkenburgia, Wintersemester 1855/56

Vor dem Bau eigener Corpshäuser verkehrten die Corps in wechselnden Gasthäusern und mieteten Kneiplokalitäten für ihren Gebrauch an. Daneben gab es auch immer Gast- und Caféhäuser, die gemeinsam frequentiert wurden. Das wichtigste Gießener SC-Lokal war das 1944 zerstörte „Ins Lotze“ (auch „Lotzekasten“) im Seltersweg.
Als Mensurlokale dienten Mitte des 19. Jahrhunderts unter anderem die Heuchelheimer Mühle, der Philosophenwald, die Pulvermühle, der Ludwigsbrunnen, die Wellersburg, die Klöster Schiffenberg und Arnsburg, die Liebigshöhe und die Badenburg. Auch in den umliegenden Ortschaften wie Bieber, Steinbach, Krofdorf und Wieseck wurde häufig gepaukt. In der zweiten Hälfte des 19. Jahrhunderts entwickelte sich der Windhof zum Hauptpauklokal. Nach dem Ersten Weltkrieg wurde er zeitweilig durch die Hardt abgelöst. Seit dem Zweiten Weltkrieg finden Mensuren überwiegend auf den Häusern der drei Corps statt. Pauktage auf dem Schiffenberg gab es allerdings noch bis in die 1990er Jahre.

## Der Gießener SC heute
Der Gießener Senioren-Convent übernimmt heute die Organisation und Durchführung von Veranstaltungen. Er vertritt die gemeinsamen Belange der Gießener Corps gegenüber der Öffentlichkeit und nimmt für sie Sitz und Stimme auf dem Kösener Congress wahr. Seit dem Austritt des Gießener SC aus dem Gießener Waffenring in den 1990er Jahren hat sich zusätzlich der Gießener Consenioren-Convent (Gießener CSC) etabliert, der die Regelung der Mensurangelegenheiten übernimmt. Dem Gießener CSC gehören neben den Gießener SC-Corps auch die Corps Austria Frankfurt und Saxonia Jena an.